# Alcockia rostrata
Alcockia rostrata is een straalvinnige vis uit de familie van de naaldvissen (Ophidiidae). De wetenschappelijke naam van de soort werd in 1887 gepubliceerd door Albert Günther.